# Joseph Klein (Musiker)
Joseph Klein (* 1802 in Köln; † 10. Februar 1862 ebenda) war ein deutscher Musiklehrer und Komponist.

## Leben
Joseph Klein war ein Sohn des Weinhändlers Peter Klein (1758–1812) und dessen zweiter Frau Walburga Charlotte geb. Fischer. Sein Stiefbruder war der Komponist Bernhard Klein. Nach einem Studienaufenthalt in Paris zog er 1820 zu seinem Bruder nach Berlin und wurde dort Schüler von Ludwig Berger. 
Heinrich Heine schrieb am 7. Juni 1822 in einem Brief aus Berlin: 

„Es macht mir ein unaussprechliches Vergnügen, hier erwähnen zu müssen, daß unser Landsmann, Joseph Klein, der jüngere Bruder des Komponisten, von dem ich in meinem vorigen Briefe sprach, zu den größten Erwartungen berechtigt. Dieser hat vieles komponiert, das von Kennern gelobt wird. Nächstens werden Liederkompositionen von ihm erscheinen, die hier großen Beifall finden, und in vielen Gesellschaften gesungen werden. Es liegt eine überraschende Originalität in den Melodien derselben, sie sprechen jedes Gemüt an, und es ist vorauszusehen, daß dieser junge Künstler einst einer der berühmtesten deutschen Komponisten wird.“

Später lebte Joseph Klein vorübergehend in Memel, vertrug aber das dortige Klima nicht und kehrte dann in seine Geburtsstadt Köln zurück. Im Juni 1851 schrieb Heinrich Heine für ihn ein (verschollenes) Opernlibretto.
Klein machte sich vor allem mit seinen Liedern einen Namen, komponierte aber auch einige größere Werke.

## Werke (Auswahl)
- Klaviersonate c-Moll, 1832
- Acht Lieder und Gesänge op. 6, Bonn: Simrock 1829
- Der Rattenfänger. Ballade von Carl Simrock op. 10, 1832
- Ouvertüre zu Friedrich Schillers Tragödie Die Jungfrau von Orléans op. 12, 1833
- Grand Duo D-Dur für Violine und Klavier, 1833
- Die Schlacht auf Lora. Fragment aus Ossian, für zwei Singstimmen, kleinen Chor und Klavier op. 27, Köln: Eck 1840